# 壽限無
壽限無（じゅげむ）是落语的代表劇目之一，類似繞口令。壽限無常被改編成NHK兒童教育節目的故事。

## 內容
壽限無劇情描述一位父親請寺廟的和尚幫剛出生的嬰孩取一個吉祥的好名字，和尚提出了好幾個吉祥話候補，難以抉擇的父親最後乾脆將全部吉祥話都放進名字來，於是成了日本最長的姓名。嬰兒長大後成為一個頑皮小孩，某天把附近的小孩頭上打腫了一個包，被打的小孩哭哭啼啼地跑到他家告狀，於是就在這一來一往傳話：「唉呀，孩子的爹呀！我們家的壽限無……把別人打傷啦！」「什麼！壽限無……這死孩子又給我惹禍了！」就這樣不斷重複這個日本最長的姓名，等到最後小孩頭上的腫包都消腫了。另一個版本是描述這個小孩掉進水裡，但是因為名字太長反而耽誤救援導致溺死。
“寿限无”即为寿命无穷无尽，寄托长命百岁之愿。

## 名字
-{
寿限無、寿限無、

五劫の擦り切れ、

海砂利水魚の、

水行末・雲来末・風来末、

食う寝る処に住む処、

やぶら小路の藪柑子、

パイポ・パイポ・パイポのシューリンガン、

シューリンガンのグーリンダイ、

グーリンダイのポンポコピーのポンポコナの、

長久命の長助
}- 

### 名字意涵
壽命沒有限制，永生的意思，類似於成語「萬壽無疆」。

五劫（200亿年）才能摩擦掉的意思。日本传说中有一个仙女每三千年下凡一次，每次下凡时裙子会在石头上摩擦，如此五劫（5×40亿年）石头才破裂。取此名意为希望孩子能活五劫长。

海裡的沙砾、水裡的鱼的意思。沙砾和鱼的数量据说代表孩子的好运的数量。

水的去向、云的来源、风的来源的意思。因为水的去向、云的来源、风的来源到处都是，取此名意为希望孩子的幸福到处都在。

吃和睡的地方、住的地方的意思。取此名意为希望孩子有吃有住。

Yabura小路上的紫金牛。紫金牛据说整年浸染能量。Yabura没有特别含义，但可能是yabukōji的缩写的复数形式。

据说是古代中国的一个王国和国王成员的名字。パイポ（Paipo）是一个富强、和平的王国，由国王シューリンガン（Shūringan）和皇后グーリンダイ（Gūrindai）统治，王室还有ポンポコピー（Ponpokopī）、ポンポコナー（Ponpokonā）两个公主，一家长寿。

长寿、长期受保佑的意思。

## 外部資訊
- 古典落語109 （页面存档备份，存于）